# Stefan II Ghattas
Stefan II Gattas (ur. 16 stycznia 1920 w Cheikh-Zein-el-Din w Egipcie, zm. 20 stycznia 2009 w Kairze) – duchowny katolicki obrządku koptyjskiego, w latach 1986–2006 patriarcha katolickiego kościoła koptyjskiego. Od 2001 kardynał.

## Życiorys
Przyszły patriarcha urodził się jako Andrzej Gattas (Andraos Ghattas) 16 stycznia 1920 w wiosce Szejch Zejn el-Dine koło Tahta w Egipcie. W czerwcu 1938 ukończył prowadzone przez jezuitów Liceum Świętej rodziny w Kairze. Jesienią tego samego roku zaczął studia w Papieskim Ateneum Propaganda Fide w Rzymie, które ukończył w 1944 ze stopniami magistra teologii i filozofii. 25 marca 1944 w Rzymie otrzymał święcenia kapłańskie.
Po powrocie do Egiptu został wykładowcą filozofii i teologii dogmatycznej w seminarium w Tahta. W 1952 wstąpił do zakonu lazarystów. Nowicjat odbył w Paryżu. Następnie przez 6 lat przebywał na misjach w Libanie. Później został skarbnikiem, a następnie przełożonym zgromadzenia lazarystów w Aleksandrii.
8 maja 1967 został wybrany koptyjskim (katolickim) biskupem Luksoru. Sakrę biskupią otrzymał 9 czerwca tego roku. Następne lata upłynęły mu na organizowaniu struktur tej diecezji. 24 lutego 1984 został mianowany administratorem apostolskim patriarchatu aleksandryjskiego w miejsce patriarchy Stefana I Sidarusa (Stephanos I Sidarouss), który nie mógł pełnić obowiązków patriarszych ze względu na podeszły wiek i zły stan zdrowia.
Po ustąpieniu poprzedniego patriarchy, synod biskupów katolickiego kościoła koptyjskiego zebrany w Kubbe (Koubbeh) 9 czerwca 1986 wybrał biskupa Gattasa koptyjskim (katolickim) patriarchą Aleksandrii. 23 czerwca tego samego roku Jan Paweł II przyznał mu communio. Nowo wybrany patriarcha zadeklarował kontynuację linii swego poprzednika i na znak ciągłości przybrał jego imię. 21 lutego 2001 papież mianował patriarchę Gattasa kardynałem patriarchą. Patriarcha był członkiem watykańskiej Kongregacji Kościołów Wschodnich. W marcu 2006 złożył rezygnację z funkcji patriarchy i został zastąpiony przez Antoniego Naguiba (Antoniosa Naguiba).